# SDF2L1
SDF2L1 (англ. Stromal cell derived factor 2 like 1) – білок, який кодується однойменним геном, розташованим у людей на довгому плечі 22-ї хромосоми. Довжина поліпептидного ланцюга білка становить 221 амінокислот, а молекулярна маса — 23 598.
| 10         |  | 20         |  | 30         |  | 40         |  | 50         |
| ---------- |  | ---------- |  | ---------- |  | ---------- |  | ---------- |
| MWSAGRGGAA |  | WPVLLGLLLA |  | LLVPGGGAAK |  | TGAELVTCGS |  | VLKLLNTHHR |
| VRLHSHDIKY |  | GSGSGQQSVT |  | GVEASDDANS |  | YWRIRGGSEG |  | GCPRGSPVRC |
| GQAVRLTHVL |  | TGKNLHTHHF |  | PSPLSNNQEV |  | SAFGEDGEGD |  | DLDLWTVRCS |
| GQHWEREAAV |  | RFQHVGTSVF |  | LSVTGEQYGS |  | PIRGQHEVHG |  | MPSANTHNTW |
| KAMEGIFIKP |  | SVEPSAGHDE |  | L          |  |            |  |            |

A: Аланін

C: Цистеїн

D: Аспарагінова кислота

E: Глутамінова кислота

F: Фенілаланін

G: Гліцин

H: Гістидин

I: Ізолейцин

K: Лізин

L: Лейцин

M: Метіонін

N: Аспарагін

P: Пролін

Q: Глутамін

R: Аргінін

S: Серин

T: Треонін

V: Валін

W: Триптофан

Кодований геном білок за функцією належить до фосфопротеїнів. 
Локалізований у ендоплазматичному ретикулумі.